# (10101) Fourier
(10101) Fourier es un asteroide que forma parte del cinturón de asteroides y fue descubierto por Eric Walter Elst el 30 de enero de 1992 desde el Observatorio de La Silla, Chile.

## Designación y nombre
Fourier se designó inicialmente como 1992 BM2.
Más tarde, en 1999, fue nombrado en honor del matemático francés Jean-Baptiste Joseph Fourier (1768-1830).

## Características orbitales
Fourier orbita a una distancia media del Sol de 2,249 ua, pudiendo acercarse hasta 2,025 ua y alejarse hasta 2,473 ua. Tiene una inclinación orbital de 3,918 grados y una excentricidad de 0,09943. Emplea en completar una órbita alrededor del Sol 1232 días. El movimiento de Fourier sobre el fondo estelar es de 0,2922 grados por día.

## Características físicas
La magnitud absoluta de Fourier es 14,2 y el periodo de rotación de 6,849 horas.